# Navarrská univerzita
Navarrská univerzita (šp. Universidad de Navarra, lat. Universitas Studiorum Navarrensis) je soukromá církevní univerzita, jejíž hlavní kampus se nachází při jihovýchodním okraji Pamplony. Univerzita, kterou založil v roce 1952 sv. Josemaría Escrivá, je přidruženým dílem Opus Dei a je obecně hodnocena jako nejlepší nestátní univerzita ve Španělsku.
Zejména v oblasti manažerského a obchodního vzdělávání je celosvětově uznávaná, její ústav IESE patří podle žebříčků, které každoročně sestavuje Economist Intelligence Unit, mezi absolutní světovou špičku (nejlepší škola poskytující magisterské obchodní vzdělání na světě v letech 2005, 2006 a 2009, třetí nejlepší na světě a nejlepší mimo USA v roce 2007, druhá nejlepší na světě v roce 2008).
Jakožto součást Opus Dei je univerzita trnem v oku baskické separatistické organizaci Euskadi Ta Askatasuna, která na ni opakovaně zaútočila. Poslední atentát (výbuch bomby v autě) v říjnu 2008 si vyžádal 28 lehce zraněných.